# Bicyclus angulosa
Bicyclus angulosa är en fjärilsart som beskrevs av Butler 1868. Bicyclus angulosa ingår i släktet Bicyclus och familjen praktfjärilar. Inga underarter finns listade i Catalogue of Life.